# Bryan Little
Bryan Matthew Little (* 12. November 1987 in Edmonton, Alberta) ist ein ehemaliger kanadischer Eishockeyspieler. Der Center bestritt zwischen 2007 und 2019 über 800 Partien im Franchise der Atlanta Thrashers/Winnipeg Jets, von dem er im NHL Entry Draft 2006 an zwölfter Position ausgewählt wurde. Seine Karriere musste er frühzeitig verletzungsbedingt beenden, jedoch hält er bis heute den Franchise-Rekord für die meisten absolvierten Spiele.

## Karriere
Während des NHL Entry Draft 2006 wurde Bryan Little als insgesamt zwölfter Spieler in der ersten Runde von den Atlanta Thrashers ausgewählt. In den Jahren 2003 bis 2007 war der Kanadier bei den Barrie Colts aus der Ontario Hockey League aktiv. In der Saison 2006/07 spielte der Angreifer in zwei Playoff-Spielen für das Farmteam Atlantas, die Chicago Wolves, ohne jedoch einen Scorerpunkt zu erzielen oder eine Strafe zu kassieren.
Im Sommer 2007 unterschrieb Little einen Dreijahresvertrag in Atlanta mit Gültigkeit bis zum Ende der Saison 2009/10. Am 5. Oktober 2007 gab er sein Debüt in der National Hockey League und erzielte gleich bei seinem ersten Einsatz ein Tor für Atlanta. Dies verschaffte ihm einen Rekord, da er der einzige Spieler des Franchise ist, der in seinem ersten Spiel traf. Obwohl er aufgrund guter Leistungen während des Trainingscamps 2007 voll zum Kader der Thrashers gehörte, wurde er von der Saisonmitte an erneut an die Wolves abgegeben. Mit dem Team aus der American Hockey League gewann er schließlich am Ende der Saison 2007/08 den Calder Cup. Mit Beginn der Spielzeit 2008/09 etablierte sich Little jedoch endgültig im NHL-Aufgebot der Thrashers und begleitete das Franchise auch bei dessen Umsiedlung nach Winnipeg, wo er fortan für die Jets aktiv ist.
Im September 2017 unterzeichnete er einen neuen Vertrag in Winnipeg, der ihm in den kommenden sechs Spielzeiten ein durchschnittliches Jahresgehalt von etwa 5,3 Millionen US-Dollar einbringen soll. In der Spielzeit 2017/18 wurde er dann zum neuen Rekordspieler im Franchise der Thrashers/Jets – eine Bestmarke, die er mit 843 Partien bis heute hält. Im November 2019 fiel der Angreifer für den Rest der Saison 2019/20 aus, nachdem er sich durch einen Puck, der ihn am Kopf traf, eine Verletzung des Trommelfells zugezogen hatte. Aufgrund anhaltender Symptome bestritt er auch in der folgenden Spielzeit 2020/21 keine Partie, sodass dies letztlich das Ende seiner aktiven Karriere bedeutete. Im März 2022 wurde sein Vertrag samt den Rechten an Nathan Smith an die Arizona Coyotes abgegeben, wofür die Jets ein Viertrunden-Wahlrecht im NHL Entry Draft 2022 erhielten.

### International
Für Kanada nahm Little an der U20-Junioren-Weltmeisterschaft 2007 teil, bei der er mit seiner Mannschaft Weltmeister wurde.

## Erfolge und Auszeichnungen
| - 2004 Emms Family Award - 2004 OHL First All-Rookie Team - 2004 CHL All-Rookie Team - 2006 Teilnahme am CHL Top Prospects Game | - 2006 OHL Third All-Star Team - 2007 OHL Second All-Star Team - 2008 Calder-Cup-Gewinn mit den Chicago Wolves - 2009 Teilnahme am NHL YoungStars Game |

### International
- 2004 Goldmedaille bei der World U-17 Hockey Challenge
- 2007 Goldmedaille bei der U20-Junioren-Weltmeisterschaft

## Karrierestatistik

### International
Vertrat Kanada bei:
- World U-17 Hockey Challenge 2004
- U20-Junioren-Weltmeisterschaft 2007

(Legende zur Spielerstatistik: Sp oder GP = absolvierte Spiele; T oder G = erzielte Tore; V oder A = erzielte Assists; Pkt oder Pts = erzielte Scorerpunkte; SM oder PIM = erhaltene Strafminuten; +/− = Plus/Minus-Bilanz; PP = erzielte Überzahltore; SH = erzielte Unterzahltore; GW = erzielte Siegtore; 1 Play-downs/Relegation; Kursiv: Statistik nicht vollständig)